# Tjeckoslovakien i olympiska vinterspelen 1976
Tjeckoslovakien deltog med 58 deltagare vid de olympiska vinterspelen 1976 i Innsbruck. Totalt vann de en silvermedalj.

## Medaljer

### Silver
- Josef Augusta, Jiří Bubla, Milan Chalupa, Jiří Crha, Miroslav Dvořák, Bohuslav Ebermann, Ivan Hlinka, Jiří Holeček, Jiří Holík, Milan Kajkl, Oldřich Macháč, Vladimír Martinec, Eduard Novák, Jiří Novák, Milan Nový, Jaroslav Pouzar, František Pospíšil och Bohuslav Šťastný - Ishockey.